# 대니얼 위슬러
다니엘 위슬러(Daniel Wisler, 1980년 9월 10일 ~ )는 미국의 배우, 텔레비전 배우이다.

## 영화
- 더 해피스트 맨 어라이브 (2010년)
- 바다의 괴수 (2008년)
- 다크 릴 (2008년)
- 지구가 멈추는 날 (2008년)